# Somatochlora semicircularis
Somatochlora semicircularis ist eine Libellenart aus der Familie der Falkenlibellen (Corduliidae), die zu den Großlibellen (Anisoptera) gehören.

## Merkmale
Die Imago von Somatochlora semicircularis misst zwischen 47 und 52 Millimeter, wovon 34 bis 40 Millimeter auf den Hinterleib (Abdomen) entfallen, was innerhalb der Gattung durchschnittlich ist. Das metallisch grüne Abdomen weist eine gelbe Musterung auf, die sich wie folgt zusammensetzt. Auf dem zweiten Segment befinden sich gelbe Punkte und ein unterbrochener apikaler Ring. Auf dem dritten Segment befinden sich auf den Seiten die in der Gattung typischen dreieckigen Flecken. Auf den Segmenten vier mit acht geht die Farbe der Musterung in gelb-braun über und besteht bei den Männchen aus seitlichen Flecken, die bei den Weibchen zu einem Streifen verschmelzen. Mit dem Alter verblasst die Musterung. Bei beiden Geschlechtern ist die Bauchseite dieser Segmente ebenfalls gelb-braun und der Rücken schwarz und behaart. 
Der Teil des Brustkorbes Thorax an dem die Flügel ansetzen, der sogenannte Pterothorax ist dicht mit gelb-braunem Haar bedeckt. Darunter ist er im Bereich der Wölbungen leuchtend grün. Dazu gesellen sich zwei gelbe Streifen auf den Seiten des Thorax. Die Beine sind schwarz. Die Hinterflügel messen 27 bis 34 Millimeter. Die Flügel sind durchsichtig und leicht rauch-braun getüncht. 
Im schwarzen Gesicht ist nur der Anteclypeus hell; die Stirn (Frons) zieren zwei große gelbe Flecken auf den Seiten und die Oberseite ist wie der Scheitel (Vertex) metallisch grün. Insgesamt ist der Kopf behaart.

## Verbreitung und Flugzeit
Die Art ist im Nordosten der Vereinigten Staaten und in Kanada verbreitet. Sie fliegt zwischen Juni und Oktober.